# Bellifortis

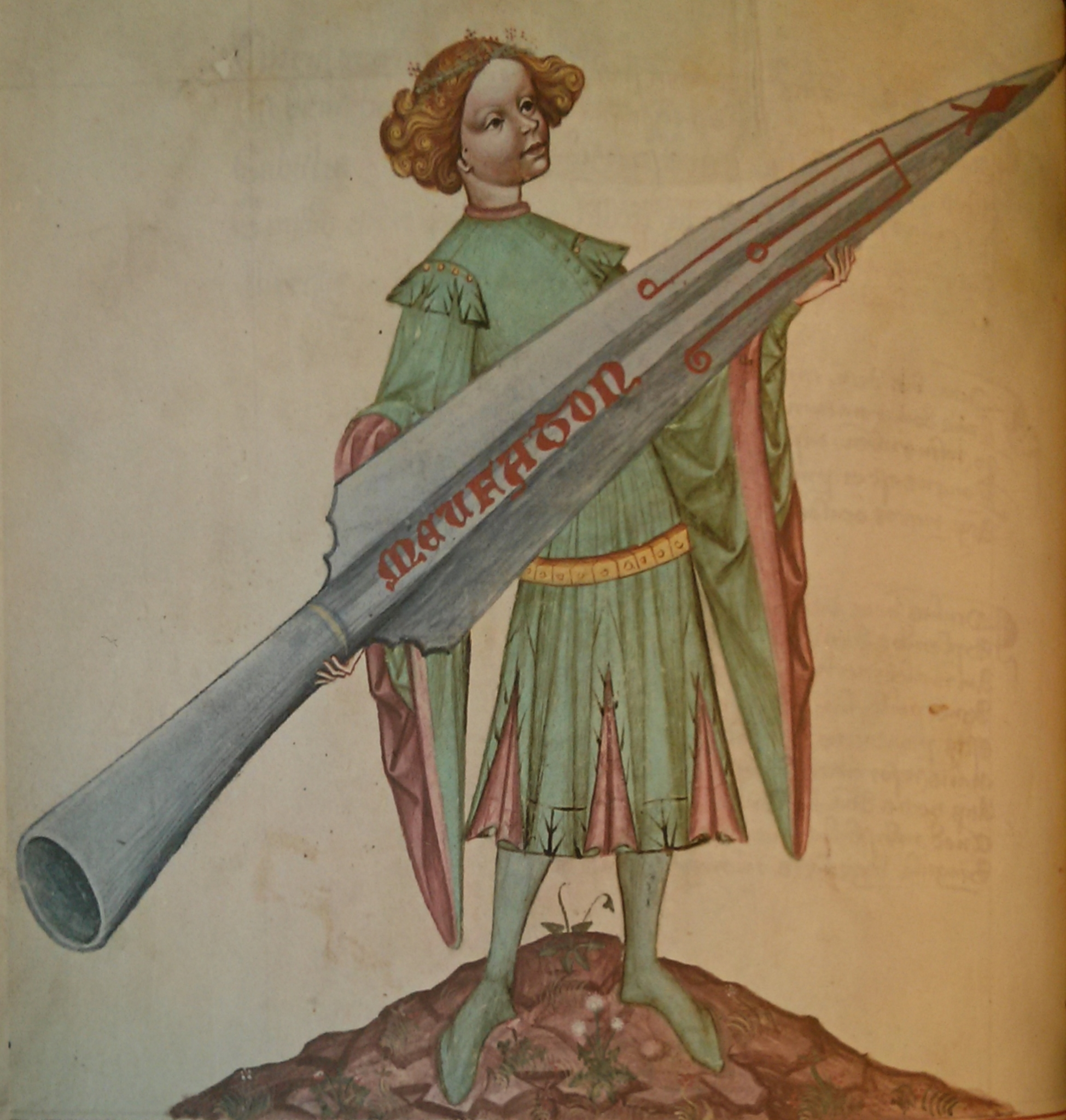
Escudero sosteniendo la punta de la lanza de Alejandro Magno, llamada Meufaton, que otorga la victoria a su portador (Bellifortis c. 1405).

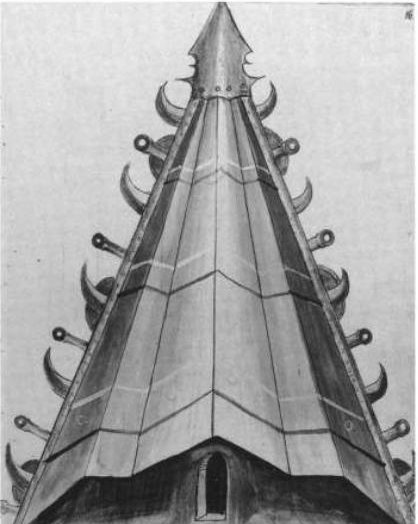
Un carro de guerra gigante que había sido inventado por Alejandro Magno (Bellifortis).

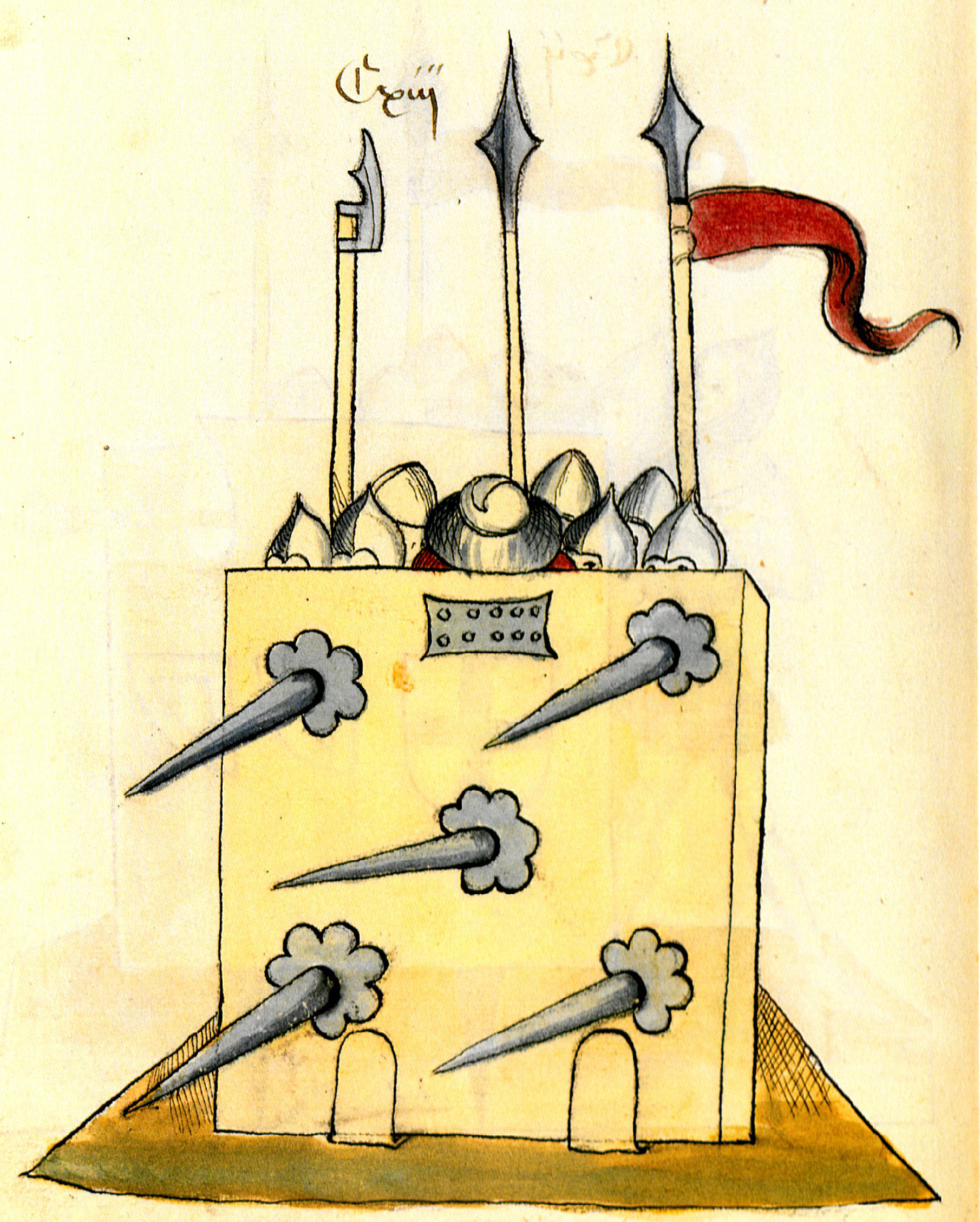
Guerreros cubriéndose detrás de un escudo (manuscrito Clm 30150).

Bellifortis ( "Fuerte en la guerra", "Fortificaciones de guerra") es el primer tratado de tecnología militar totalmente ilustrado, que data de principios del siglo XV.[cita requerida] Resume diferente material de escritores clásicos sobre tecnología militar, como Vegecio (De Re Militari ) y Sexto Julio Frontino (Strategemata anecdotica), ampliándolos con gran cantidad de dibujos, haciendo énfasis en la poliorcética o en el arte de la guerra de asedio, pero tratando la magia como complemento de las artes militares; "Está saturado de astrología ," remarcó el estudioso Lynn White Jr. en una revisión de la primera edición en facsímil.

## Historia del tratado

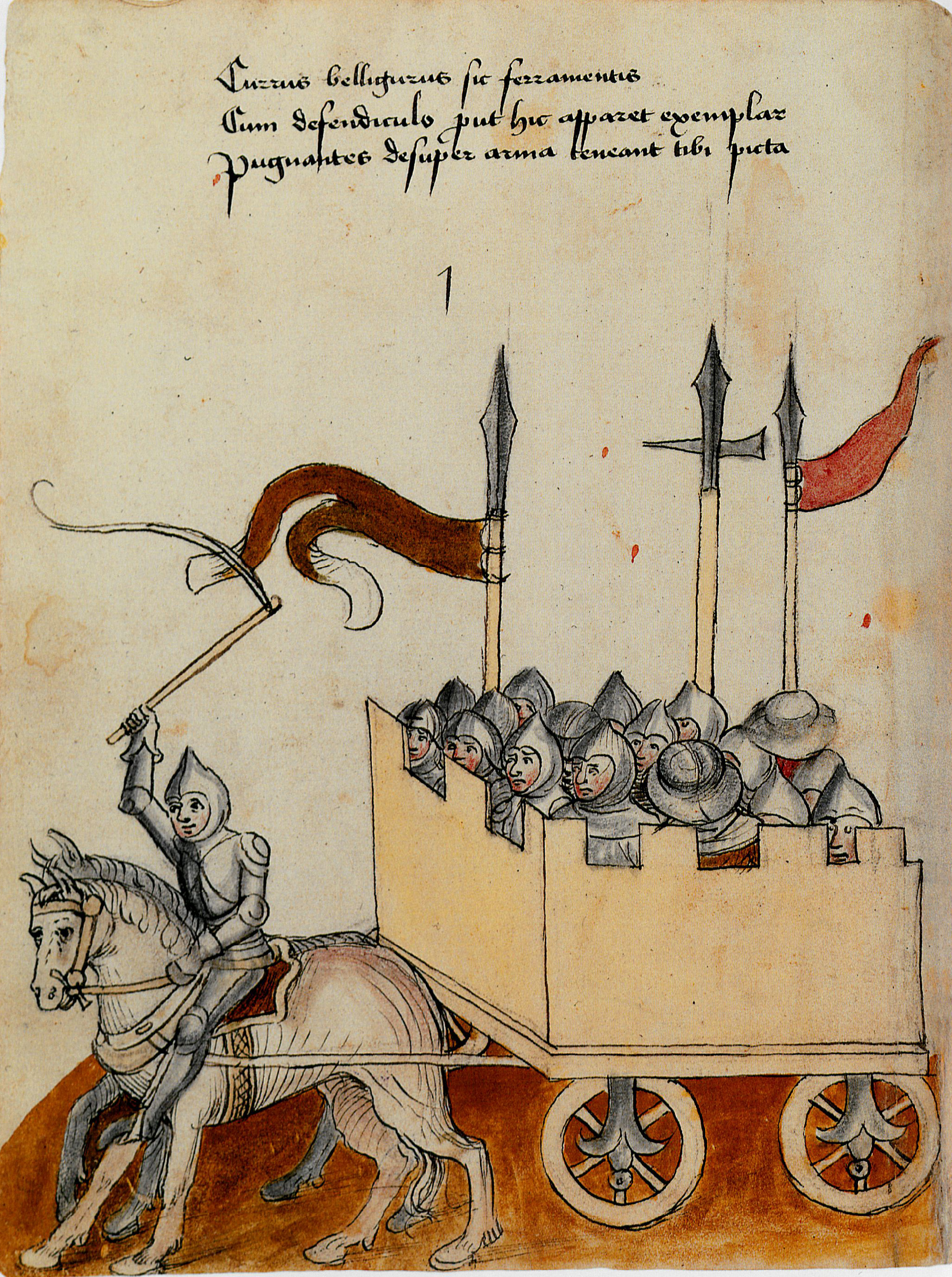
Dibujo referencial

Konrad Kyeser escribió su tratado entre 1402 y 1405 cuando fue exiliado de Praga a su ciudad natal de Eichstätt. Muchas de las ilustraciones del libro fueron hechas por iluminadores alemanes que fueron enviados a Eichstätt después de su expulsión del scriptorium de Praga. La obra, que no se imprimió hasta 1967, sobrevivió en un solo manuscrito original sobre pergamino con fecha de 1405 en la Universidad de Göttingen, con numerosas copias, fragmentos y ampliaciones, tanto del texto como de las ilustraciones, realizadas en tierras alemanas.

## Diseño del libro
Bellifortis fue escrito en latín y contenía muchas elaboradas ilustraciones de armas de guerra. El manual analiza máquinas y tecnología tanto antiguas como coetáneas. Describió armas como fundíbulos, arietes, puentes móviles, cañones, cohetes, carros, barcos, molinos, escalas de asedio, dispositivos incendiarios, ballestas e instrumentos de tortura. El retrato del autor es considerado el primer retrato realista de un autor desde la antigüedad.
El punto de vista de Kyeser era que la guerra en el sentido más amplio era más eficaz si se veía desde todos los ángulos, incluyendo la astrología y la brujería. Su manual presentó la tecnología del arte de la guerra través de una asociación entre la educación y las letras latinas. El libro era de un gran formato y muy costoso. Tenía ilustraciones elaboradas y dibujos espléndidos de una gran cantidad de dispositivos y máquinas de guerra. El tratado fue diseñado más para un príncipe o rey que para un ingeniero. Kyeser creyó que su manual de guerra haría que los ejércitos evolucionaran en todos los sentidos.
Su tratado a menudo hacía referencia a la antigüedad, especialmente la táctica de guerra de Alejandro Magno, que afirma empleó muchos aparatos técnicos de guerra. En una sola ilustración, muestra a Alejandro con un cohete como arma de guerra en las manos con las misteriosas letras: MEUFATON. En otra ilustración, Alejandro se muestra como el supuesto inventor de un carro de guerra de gran tamaño. Kyeser escribe que Alejandro no era sólo un gran inventor de dispositivos de guerra, sino que era capaz de usarlos él mismo y retrata Alejandro con habilidades mágicas

## Dedicación

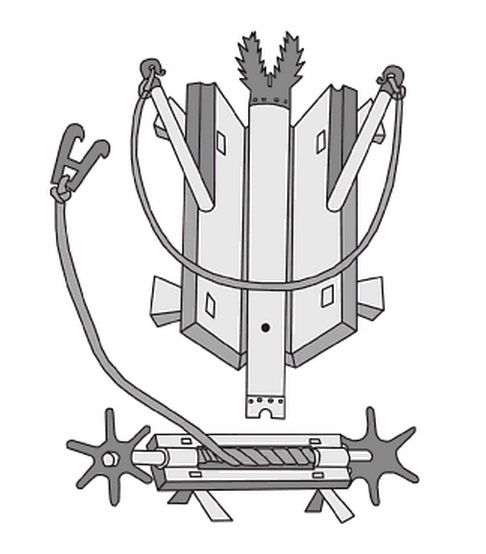
Ilustración de una espingarda del libro de Konrad Kyeser, Bellifortis.

Una vez terminado, Konrad dedicó su tratado al débil Roberto III como una amarga respuesta a su destierro. Destaca en la dedicación la relación del conocimiento técnico con las habilidades técnicas. Escribe los soldados alemanes, "del mismo modo que el cielo brilla con sus estrellas, Alemania brilla con disciplinas liberales, se adapta a la mecánica y se adorna con varias artes"
Al final del tratado, Kyeser da un aspecto marcadamente inusual de sí mismo. Se retrata como una persona preocupada por morir. Incluso provee su propio epitafio: que mi alma se adhiera a vuestra altísima. .

## Legado
El tratado de Bellifortis se copió completa o parcialmente, y se ampliaron algunos temas, en varios manuscritos posteriores. Los más célebres son el manuscrito Thott de Hans Talhoffer del siglo XV, pero hay copias incluidas en ediciones de la obra De Re Militari de Vegecio, de 1535 en latín y de 1536 en francés, que contienen imágenes claramente copiadas de Bellifortis (con la vestimenta actualizada para los soldados), como ampliación del tratado original de Vegecio que sólo tenía texto.